# K-caseina
La Κ-caseina è una proteina del latte dei mammiferi coinvolta in diversi importanti processi fisiologici. La chimosina (presente nel caglio) scinde la K-caseina in un peptide insolubile e in un glicomacropeptide idrosolubile (GMP). Il GMP è responsabile di una maggiore efficienza della digestione, della prevenzione dell'ipersensibilità neonatale alle proteine ingerite e dell'inibizione dei patogeni gastrici. Il gene umano per la κ-caseina è CSN3.

## Struttura
Le caseine sono una famiglia di fosfoproteine (αS1, αS2, β, κ) che rappresentano quasi l'80% delle proteine del latte bovino e che formano aggregati solubili noti come "micelle di caseina" in cui le molecole di κ-caseina stabilizzano la struttura. Esistono diversi modelli che spiegano la conformazione spaziale della caseina nelle micelle. Uno di questi propone che il nucleo micellare sia formato da diverse sottomicelle, la periferia costituita da microvillosità di κ-caseina. Un altro modello suggerisce che il nucleo sia formato da fibrille interconnesse di caseina.
Infine, il modello più recente propone un doppio legame tra le caseine affinché avvenga la gelificazione. Tutti e tre i modelli considerano le micelle come particelle colloidali formate da aggregati di caseina avvolti in molecole solubili di κ-caseina. Le proteasi coagulanti del latte agiscono sulla porzione solubile, la κ-caseina, dando origine a uno stato micellare instabile che determina la formazione di coaguli.